# Amphistomus kukali
Amphistomus kukali là một loài bọ cánh cứng trong họ Bọ hung (Scarabaeidae).